# 本多政勝
本多 政勝（ほんだ まさかつ）は、江戸時代前期の大名。播磨国姫路新田藩の第3代藩主、播磨姫路藩の第3代藩主。大和国郡山藩の初代藩主。忠勝系本多家宗家4代。本多忠朝の次男。「鬼内記」「大内記」などの異名を持つ豪勇の士であったという。

## 生涯
慶長20年（1615年）、上総大多喜藩主だった父の忠朝が大坂夏の陣で戦死したときはまだ2歳だったため、従兄の政朝が家督を継ぐこととなった。ところが本家を継ぐはずだった政朝の兄の忠刻が早世したため、政朝がその跡を継ぐこととなり、政勝が庶流の家督を継ぐことになったのである。このとき政朝の所領5万石のうち4万石を襲封し、残り1万石は政朝の弟・忠義に分与された。
その後の寛永14年（1637年）、今度は政朝が病に倒れた。政朝の息子に政長と政信がいたが、本多家は幼少の子を当主としてはならないという忠勝以来の掟があった。そのため、従弟に当たる政勝に本家の家督を譲り、政長が成長したら家督を譲るようにと遺言を遺して死去した。こうして本家の家督を継いだ政勝は、翌年には松平忠明と入れ替わりで郡山に移封された。なお、本家相続前の所領4万石は長男の勝行が襲封した。勝行も郡山に移されて「郡山新田藩」と称されたが程なく亡くなり、遺領は政勝の養子となっていた政長・政信兄弟に分割された。
ところが年が経つにつれて、政勝は養子の政長より実子の政利に譲りたいと画策し始めたため、これが後の九・六騒動の遠因となった。寛文11年（1671年）10月晦日、江戸柳原屋敷にて死去した。享年58。遺命により遺骸は大和郡山へ運ばれ、埋葬された。菩提寺は速成寺。
政勝の死後、本多家は家督をめぐって2分して争うこととなった。
延宝2年(1674年)に家臣で郡奉行の吉弘統家が、政勝侯の菩提を弔う為、影堂、位牌堂として「傘堂」と呼ばれる特異な堂屋を建立している。現在は奈良県有形民俗文化財に指定されている。

## 系譜
- 父：本多忠朝（1582年 - 1615年）
- 母：不詳
- 養父：本多政朝（1599年 - 1638年）
- 正室：有馬直純の娘
  - 長男：本多勝行（1635年 - 1650年）
  - 次男：本多政利（1641年 - 1707年）
- 室：服部小右衛門の娘
  - 三男：本多忠英（1647年 - 1718年） - 本多政信の養子
- 養子
  - 男子：本多政長（1633年 - 1679年） - 本多政朝の長男